# York Shire
Koordinaten: 31° 52′ S, 116° 46′ O

Das Shire of York ist ein lokales Verwaltungsgebiet (LGA) im australischen Bundesstaat Western Australia. Das Gebiet ist 2133 km² groß und hat etwa 3600 Einwohner (2016).
York liegt im westaustralischen „Weizengürtel“ im Westen des Staates etwa 85 Kilometer östlich der Hauptstadt Perth. Der Sitz des Shire Councils befindet sich in der Ortschaft York, wo etwa 2500 Einwohner leben (2016).

## Verwaltung
Der York Council hat sechs Mitglieder. Sie werden von allen Bewohnern der LGA gewählt. York ist nicht in Bezirke unterteilt. Aus dem Kreis der Councillor rekrutiert sich auch der Ratsvorsitzende und Shire President.